# جوني بريسينو
جوني بريسينو (بالإنجليزية: Johnny Briceño) هو سياسي بليزي، ولد في 17 يوليو 1960 في بليز. حزبياً، نشط في People's United Party ‏. وقد انتخب عضو مجلس نواب بليز عن دائرة Orange Walk Central ‏ وقد انضم خلال فترته النيابية ‏ للكتلة البرلمانية People's United Party ‏ وانتخب عضو مجلس نواب بليز عن دائرة Orange Walk Central ‏ وقد انضم خلال فترته النيابية ‏ للكتلة البرلمانية People's United Party ‏.